# 명산초등학교
명산초등학교는 대한민국 울산광역시 울주군에 있는 초등학교다.

## 학교 연혁
- 1944년 3월 20일 설립 인가
- 1944년 5월 10일 개교(1학급 42명)
- 1950년 1월 1일 제1회 졸업식(60명 졸업)